# When a Woman Loves
"When a Woman Loves" é uma canção do cantor Americano R. Kelly do seu próximo álbum de estúdio Love Letter. Foi lançada em Setembro de 2010 como um single promocional. O vídeo musical é em preto e branco

## Faixas
- Download Digital

1. "When a Woman Loves" - 4:34

- CD Single

1. "When a Woman Loves" - 4:34

- Cassete single

1. "When a Woman Loves" - 4:34

## Histórico de Lançamento
| Países           | Data             | Formato          | Gravadora |
| ---------------- | ---------------- | ---------------- | --------- |
| Mundo            | Setembro de 2010 | Download Digital | Jive      |
| Mundo            | Setembro de 2010 | CD Single        | Sony      |
| Estados Unidos   | Setembro de 2010 | CD Single        | Sony      |
| Download Digital | Setembro de 2010 | Jive             |           |

## Desempenho nas Paradas
| Parada (2010)         | Melhor Posição |
| --------------------- | -------------- |
| Hot R&B/Hip-Hop Songs | 34             |